# Hydropsyche mostarensis
Hydropsyche mostarensis là một loài Trichoptera trong họ Hydropsychidae. Chúng phân bố ở miền Cổ bắc.